# Laurie Cassidy
Laurence Cassidy (10 tháng 3 năm 1923 – tháng 11 năm 2010) là một cầu thủ bóng đá người Anh thi đấu ở vị trí tiền đạo. Sinh ra ở Manchester, ông thi đấu cho Manchester United và Oldham Athletic.